# Receptor slobodnih masnih kiselina 1
Receptor slobodnih masnih kiselina 1 (FFA1) je G protein spregnuti receptor kodiran ljudskim genom FFAR1. On je u znatnoj meri izražen u ćelijama pankreasa, a u manjoj meri u materici i mozgu.

## Literatura
- Brown AJ, Jupe S, Briscoe CP (2005). „A family of fatty acid binding receptors.”. DNA Cell Biol. 24 (1): 54—61. PMID 15684720. doi:10.1089/dna.2005.24.54.
- Sawzdargo M; George SR; Nguyen T;  . (1997). „A cluster of four novel human G protein-coupled receptor genes occurring in close proximity to CD22 gene on chromosome 19q13.1.”. Biochem. Biophys. Res. Commun. 239 (2): 543—7. PMID 9344866. doi:10.1006/bbrc.1997.7513.
- Strausberg RL; Feingold EA; Grouse LH;  . (2003). „Generation and initial analysis of more than 15,000 full-length human and mouse cDNA sequences.”. Proc. Natl. Acad. Sci. U.S.A. 99 (26): 16899—903. PMC 139241 . PMID 12477932. doi:10.1073/pnas.242603899.
- Briscoe CP; Tadayyon M; Andrews JL;  . (2003). „The orphan G protein-coupled receptor GPR40 is activated by medium and long chain fatty acids.”. J. Biol. Chem. 278 (13): 11303—11. PMID 12496284. doi:10.1074/jbc.M211495200.
- Kotarsky K; Nilsson NE; Flodgren E;  . (2003). „A human cell surface receptor activated by free fatty acids and thiazolidinedione drugs.”. Biochem. Biophys. Res. Commun. 301 (2): 406—10. PMID 12565875. doi:10.1016/S0006-291X(02)03064-4.
- Itoh Y; Kawamata Y; Harada M;  . (2003). „Free fatty acids regulate insulin secretion from pancreatic beta cells through GPR40.”. Nature. 422 (6928): 173—6. PMID 12629551. doi:10.1038/nature01478.
- Gerhard DS; Wagner L; Feingold EA;  . (2004). „The status, quality, and expansion of the NIH full-length cDNA project: the Mammalian Gene Collection (MGC).”. Genome Res. 14 (10B): 2121—7. PMC 528928 . PMID 15489334. doi:10.1101/gr.2596504.
- Hardy S; St-Onge GG; Joly E;  . (2005). „Oleate promotes the proliferation of breast cancer cells via the G protein-coupled receptor GPR40.”. J. Biol. Chem. 280 (14): 13285—91. PMID 15695516. doi:10.1074/jbc.M410922200.
- Ogawa T; Hirose H; Miyashita K;  . (2005). „GPR40 gene Arg211His polymorphism may contribute to the variation of insulin secretory capacity in Japanese men.”. Metab. Clin. Exp. 54 (3): 296—9. PMID 15736105. doi:10.1016/j.metabol.2004.09.008.
- Tomita T; Masuzaki H; Noguchi M;  . (2006). „GPR40 gene expression in human pancreas and insulinoma.”. Biochem. Biophys. Res. Commun. 338 (4): 1788—90. PMID 16289108. doi:10.1016/j.bbrc.2005.10.161.
- Tomita T; Masuzaki H; Iwakura H;  . (2006). „Expression of the gene for a membrane-bound fatty acid receptor in the pancreas and islet cell tumours in humans: evidence for GPR40 expression in pancreatic beta cells and implications for insulin secretion.”. Diabetologia. 49 (5): 962—8. PMID 16525841. doi:10.1007/s00125-006-0193-8.
- Stoddart LA, Brown AJ, Milligan G (2007). „Uncovering the pharmacology of the G protein-coupled receptor GPR40: high apparent constitutive activity in guanosine 5'-O-(3-[35S]thio)triphosphate binding studies reflects binding of an endogenous agonist.”. Mol. Pharmacol. 71 (4): 994—1005. PMID 17200419. doi:10.1124/mol.106.031534.
- Bartoov-Shifman R; Ridner G; Bahar K;  . (2007). „Regulation of the gene encoding GPR40, a fatty acid receptor expressed selectively in pancreatic beta cells.”. J. Biol. Chem. 282 (32): 23561—71. PMID 17525159. doi:10.1074/jbc.M702115200.
- Sum CS; Tikhonova IG; Neumann S;  . (2007). „Identification of residues important for agonist recognition and activation in GPR40.”. J. Biol. Chem. 282 (40): 29248—55. PMID 17699519. doi:10.1074/jbc.M705077200.

## Spoljašnje veze
- „Free Fatty Acid Receptors: FFA1”. IUPHAR Database of Receptors and Ion Channels. International Union of Basic and Clinical Pharmacology. Архивирано из оригинала 04. 03. 2016. г.